# Lake of the Pines
Lake of the Pines é uma Região censo-designada localizada no estado americano da Califórnia, no Condado de Nevada.

## Demografia
Segundo o censo americano de 2000, a sua população era de 3956 habitantes.

## Geografia
De acordo com o United States Census Bureau tem uma área de 4,8 km², dos quais 3,9 km² cobertos por terra e 0,9 km² cobertos por água.

## Localidades na vizinhança
O diagrama seguinte representa as localidades num raio de 24 km ao redor de Lake of the Pines.